# Elaphoglossum curvans
Elaphoglossum curvans là một loài thực vật có mạch trong họ Lomariopsidaceae. Loài này được (Kunze) A. Rojas mô tả khoa học đầu tiên năm 2002.